# 若松市
若松市（わかまつし）は、福岡県北東部にかつてあった市。市域は響灘と洞海湾に囲まれた若松半島のほぼ全域に相当し、筑豊炭田で産出された石炭の積み出し港として栄えた。洞海湾を挟んで戸畑市（現在の戸畑区）と隣り合っている。1963年（昭和38年）2月10日に小倉市・門司市・戸畑市・八幡市と合併して北九州市となり、消滅した。
北九州市が1963年4月1日に政令指定都市に昇格した際、旧若松市域は行政区の一つである若松区となった。後に一部が八幡西区と遠賀郡芦屋町に割譲された。
福岡県若松市は1914年に遠賀郡若松町の市制施行により誕生した。この15年前の1899年には福島県若松町（現在の会津若松市）が「若松市」として市制施行していたため、しばらく福島県と福岡県に同名の「若松市」が併存することになった。1955年に福島県若松市が周辺7村を編入合併した際に市名に地域名である「会津」を冠して「会津若松市」に改称したため、併存状態は解消した。1963年に北九州市の成立により福岡県若松市は消滅したことから、「若松市」は地図上から姿を消した。

## 歴史
市域は律令制下では筑前国に属する。廃藩置県によって福岡県に属した。1891年（明治24年）、筑豊興業鉄道により若松駅-直方駅間の筑豊本線が開業し、筑豊炭田で産出された石炭が若松駅まで運ばれ、若松港で船に積み替えられて日本全国に輸送された。この石炭の積出によって若松には多くの船舶や港湾労働者が集まり、港湾都市として発展を遂げた。かつて若松港は日本一の石炭積出港として栄えた石炭の街であった。

## 年表
- 1889年（明治22年） - 明治の大合併により、現在の区域に若松村、石峰村、洞北村、江川村の4村が誕生。全て遠賀郡に属した。
- 1890年（明治23年）5月23日 - 若松築港会社（現若築建設）が若松港を石炭積出港として築営することを目的として設立。
- 1891年（明治24年）2月1日 - 若松村が町制施行により若松町になる。当時の人口は3,131人。
- 1891年（明治24年）8月30日 - 筑豊興業鉄道により、若松駅―直方駅間の鉄道路線開業。若松駅と二島駅設置。
- 1898年（明治31年） - 若松町が遠賀郡石峰村の修多羅（すたら）地区を編入する。若松港開港。
- 1899年（明治32年） - 電気供給開始。
- 1902年（明治35年） - 私立若松裁縫教習所設立。（現在の高稜高等学校。但し場所は当時と異なる）
- 1906年（明治39年）10月1日 - 若松町と石峰村が合併（新設合併）し、新たに若松町となる。
- 1908年（明治41年）2月15日 - 洞北（くききた）村と江川村が合併（新設合併）し、島郷村となる。
- 1912年（明治45年） - 若松町内に、九州で2番目となる上水道設置。
- 1914年（大正3年）4月1日 - 市制施行により、若松市になる。このとき既に福島県にも若松市があり、1955年に福島県若松市が会津若松市に改称するまで若松市が2つある状態になっていた[注 1]。
- 1916年（大正5年）12月3日 - 定員オーバーの渡船が沈没。130人が死亡[5]。
- 1920年（大正9年） - 先代若松駅舎完成。
- 1929年（昭和4年） - 若松市営バス（現：北九州市営バス）運行開始。
- 1930年（昭和5年）4月2日 - えびす祭りの参拝客を乗せた若戸渡船が転覆、73人が死亡する事故。
- 1931年（昭和6年）8月1日 - 若松市が島郷村を編入する。
- 1936年（昭和11年） - 福岡県会で、若松と戸畑を結ぶ若戸トンネル計画の予算が可決されるも、日中戦争の影響により実現に至らず。同年、若松駅と工場地帯間の物資輸送のための市営路面貨物電車開通。
- 1936年（昭和11年） - 丸柏百貨店が開業。
- 1940年（昭和15年） - 前年より行われていた、洞海湾にあった「中の島」の切り取り工事終了。
- 1949年（昭和24年）5月19日 - 市内に昭和天皇の戦後巡幸。天皇は、お召船で戸畑市から移動したため、若松港に市民奉迎場が設けられた[6]。
- 1954年（昭和29年） - 高塔山公園開場。
- 1956年（昭和31年） - 遠見ケ鼻以西が玄海国定公園に指定される。
- 1958年（昭和33年） - 高塔山公園と麓（佐藤公園）を結ぶロープウェー開通。
- 1962年（昭和37年）9月26日 - 若戸大橋開通。これを記念し9月28日より11月25日まで若戸博覧会開催。
- 1963年（昭和38年）2月10日 - 小倉市・八幡市・門司市・戸畑市と合併し、北九州市の一部となる。

### 市域の変遷
- 1889年4月1日 - 町村制施行に伴い、若松村が単独村制施行して遠賀郡若松村が成立。同時に遠賀郡に以下の3村が発足。
  - 石峰村 ← 修多羅村・小石村・二島村の一部
  - 江川村 ← 蜑住村・有毛村・乙丸村・大鳥居村・小敷村・高須村・払川村・塩屋村・浅川村
  - 洞北村 ← 畠田村・頓田村・小竹村・安屋村・竹並村・二島村の残部
- 1891年2月1日 - 若松村が町制施行して若松町となる。
- 1898年 - 若松町が石峰村大字修多羅を編入。
- 1906年10月1日 - 若松町が石峰村と合併して若松町となる。
- 1908年2月15日 - 江川村と洞北村が合併して島郷村となる。
- 1914年4月1日 - 若松町が市制施行して若松市となる。
- 1931年8月1日 - 島郷村を編入。
- 1963年2月10日 - 八幡市、戸畑市、小倉市、門司市と合併して北九州市となり消滅。
- 1963年4月1日 - 北九州市の政令指定都市昇格に伴い旧市域が若松区となる。
- 1974年4月1日 - 若松区大字小敷の一部と浅川の全部が八幡区の西半分とともに八幡西区へ移行。
  - 八幡区の東半分は八幡東区へ移行。
- 1986年1月1日 - 若松区大字高須の一部が遠賀郡芦屋町へ編入。

### 人口の変遷
- 1920年　 49,336
- 1925年　 49,930
- 1930年　 57,320
- 1935年　 73,345
- 1940年　 88,901
- 1945年　 68,199
- 1947年　 78,694
- 1950年　 89,574
- 1955年　 97,310
- 1960年　106,975

## 行政

### 市政

#### 歴代市長
| 代   | 氏名       | 就任日                     | 退任日                    | 備考 |
| 官選 | 官選       | 官選                       | 官選                      | 官選 |
| ---- | ---------- | -------------------------- | ------------------------- | ---- |
| 1    | 石井良一   | 1914年（大正3年）4月1日    | 1922年（大正11年）7月24日 |      |
| 2    | 小栗盛太郎 | 1922年（大正11年）12月22日 | 1927年（昭和2年）11月21日 |      |
| 3    | 福田虎亀   | 1927年（昭和2年）12月21日  | 1929年（昭和4年）10月20日 |      |
| 4    | 大町美種   | 1929年（昭和4年）12月2日   | 1933年（昭和8年）12月1日  |      |
| 5    | 田中無事生 | 1934年（昭和9年）5月5日    | 1938年（昭和13年）5月4日  |      |
| 6    | 柳川精四郎 | 1938年（昭和13年）9月12日  | 1942年（昭和17年）        |      |
| 7    | 柳川精四郎 | 1942年（昭和17年）         | 1946年（昭和21年）3月14日 |      |
| 8    | 井上安五郎 | 1946年（昭和21年）6月24日  | 1947年（昭和22年）        |      |
| 公選 |            |                            |                           |      |
| 9    | 井上安五郎 | 1947年（昭和22年）4月      | 1951年（昭和26年）4月4日  |      |
| 10   | 吉田敬太郎 | 1951年（昭和26年）4月23日  | 1955年（昭和30年）4月     |      |
| 11   | 吉田敬太郎 | 1955年（昭和30年）4月      | 1959年（昭和34年）4月     |      |
| 12   | 吉田敬太郎 | 1959年（昭和34年）4月      | 1963年（昭和38年）2月9日  |      |

### 国の機関
※1962年頃。
- 法務省
  - 福岡法務局小倉支局若松出張所
  - 下関入国管理事務所若松出張所
- 大蔵省
  - 門司税関若松税関支署
  - 若松税務署
- 厚生省
  - 門司検疫所若松支所
- 農林省
  - 門司植物防疫所若松分室
  - 福岡食糧事務所若松出張所
- 通商産業省
  - 福岡通商産業局若松分析所
- 運輸省
  - 九州海運局若松支局
  - 若松海上保安部
- 郵政省
  - 若松郵便局
- 労働省
  - 若松労働基準監督署

## 主な医療機関
- 市立若松病院[9]

## 出身・関係著名人
- 井上良夫 - 探偵小説評論家・翻訳家
- 杤木嘉郎 - 市会議員を務めた。杤木汽船社長、貴族院勅選議員。
- 吉田旺 - 作詞家